# Simamora Hasibuan
Simamora Hasibuan is een bestuurslaag in het regentschap Tapanuli Utara van de provincie Noord-Sumatra, Indonesië. Simamora Hasibuan telt 1020 inwoners (volkstelling 2010).